# Oncidium bicallosoides
Oncidium bicallosoides är en orkidéart som beskrevs av Mark W. Chase och Norris Hagan Williams. Oncidium bicallosoides ingår i släktet Oncidium och familjen orkidéer. Inga underarter finns listade i Catalogue of Life.